# Falling into You
Albums de Céline Dion
Gold Vol. 2
(1995) Live à Paris
(1996)
Singles
1. Falling into You
Sortie : 19 février 1996
2. Because You Loved Me
Sortie : 19 février 1996
3. It's All Coming Back to Me Now
Sortie : 29 juillet 1996
4. The Power of the Dream
Sortie : 20 août 1996
5. All by Myself
Sortie : 7 octobre 1996
6. Call the Man
Sortie : 23 juin 1997
7. Make You Happy
Sortie : 7 juillet 1997
8. Dreamin' of You
Sortie : 14 juillet 1997

Falling into You est le seizième album de Céline Dion et son quatrième anglophone, sorti le 8 mars 1996. Il est l'un des albums les plus vendus de l'histoire, avec des ventes estimées à 32 millions d'exemplaires à travers le monde, dont plus de 12 millions aux États-Unis, ce qui lui a valu comme certification un disque de diamant.
Falling into You a été classé aux États-Unis par la National Association of Recording Merchandisers comme le 97e album le plus influent et populaire de l'histoire dans une liste de 200 albums.

## Historique
Pendant la période 1994 et 1995, la carrière de Céline est en pleine exposition. L'album The Colour of My Love lui permet de devenir une star internationale grâce aux singles The Power of Love et Think Twice. Alors que l'album continue de bien se vendre, Sony a commencé à chercher ceux qui composeront son prochain album anglophone.
Au départ, l'album devait avoir Phil Spector comme producteur. Cependant, lors des sessions d'enregistrements, Spector se montre trop autoritaire et violent, si bien que René Angélil arrête la collaboration et retire les chansons produite par Spector de la liste de l'album. Céline prend alors une pause des sessions d'enregistrements pendant un mois, pour se remettre de cet épisode. David Foster reprend les choses en main. Pour cet album, en plus de ses fidèles producteurs (David Foster, Aldo Nova, Humberto Gatica, Ric Wake), Céline a aussi collaboré avec de nouvelles collaborations, dont Jim Steinman, Rick Nowels et Dan Hill.
L'album sort simultanément partout dans le monde entre le 11 et 14 mars 1996. L'album sort en édition deluxe en Australie et en Asie plus tard.

## Influences et exploitation
L'album combine de nombreux éléments : orchestration classique et chœurs africains, accompagnés d'instruments tels le trombone, le cavaquinho, le saxophone, le violon, la guitare espagnole et les arrangements de cordes de Paul Buckmaster qui a créé un nouveau son. Les singles englobent des styles musicaux variés : la reprise de Tina Turner River Deep, Mountain High met les instruments de percussion au premier plan ainsi que Falling into You de Marie-Claire D'ubaldo. La reprise de Jim Steinman It's All Coming Back to Me Now et celle d'Eric Carmen All by Myself gardent leur atmosphère soft rock, mais tout en étant combinées avec le son classique du piano. La ballade Because You Loved Me, écrite par Diane Warren, est la BO du film de 1996 Personnel et confidentiel. La chanson a été nommée pour un Oscar de la meilleure chanson originale en 1996, ainsi que pour quatre Grammy Awards. Céline Dion l'a interprétée lors de ces deux cérémonies. Elle remporte l'ASCAP Film and Television Music Award de la chanson de film la plus jouée. L'album comprend également (You Make Me Feel Like) A Natural Woman de Carole King.
If That's What It Takes (Pour que tu m'aimes encore), I Don't Know (Je sais pas) et Fly (Vole) sont les adaptations anglaises de chansons de l'album D'eux.

## Promotion
La stature de la chanteuse sur la scène mondiale se renforce lorsqu'on lui demande de chanter The Power of the Dream lors de la cérémonie d'ouverture des Jeux olympiques d'été de 1996. Elle se produit devant un public de plus de 100 000 personnes, ainsi que devant plus de trois milliards et demi de téléspectateurs. Elle reverse l'argent qu'elle a reçu pour l'occasion avec un petit supplément à l'équipe canadienne, pour supporter les athlètes canadiens. La chanson a été incluse dans des éditions limitées de Falling into You en Asie et en Australie. Aux États-Unis, la chanson a été éditée sur la Face B du single It's All Coming Back to Me Now. Le titre est paru sur les compilations The Collector's Series, Volume One et My Love: Essential Collection.
En février 1996, Céline Dion annonce le lancement de sa tournée Falling into You Tour pour promouvoir son nouvel album. Elle se produit en Australie, au Canada, aux États-Unis et en de nombreux pays en Europe et en Asie. Falling into You Tour dure plus d'un an, avec 149 spectacles dans 17 pays différents.
La tournée sold out commence le 18 mars 1996, à Perth, en Australie et se poursuit dans de grandes villes à travers le monde. Elle se clôture le 26 juin 1997 à Zurich, en Suisse. En juin 1997, la québécoise fait la tournée des plus grands stades d'Europe et se produit devant des foules immenses, allant de 35 000 à 70 000 personnes.

## Singles
Le single To Love You More sort en 1995 au Japon, où il atteint la première place et se vend à plus d'un million d'exemplaires. Par conséquent, Céline Dion devient la première artiste d'une autre nationalité que japonaise à être numéro un depuis 12 ans à la Oricon Singles Chart.
Le 1er extrait en Europe et Australie est la chanson titre de l'album. La chanson obtient un joli succès commercial, se classant dans le top 20 en Nouvelle-Zélande, Australie, Royaume-Uni, Espagne et Norvège.
Le single Because You Loved Me est choisi comme 1er extrait aux États-Unis et au Canada. La chanson devient no 1 aux États-Unis et passe 6 semaines en tête du Billboard Hot 100, et devient la 3e chanson la plus populaire de l'année 1996. La chanson devient aussi n.1 au Canada (mais pendant une semaine seulement). La chanson est lancée comme deuxième extrait dans le reste du monde en juin 1996 et devient n.1 en Australie et se classe dans le top 10 dans de plusieurs pays, tel que Royaume-Uni, Suisse, Nouvelle-Zélande, Pays-Bas et L'Irlande.
Le single It's All Coming Back to Me Now est choisis comme deuxième extrait américain et Canadien. Le single se classe n.1 au Canada (une semaine seulement) et n.2 du Billboard Hot 100 (derrière Los Del Rio avec son hit Macarena). Le single sera lancé comme troisième extrait à travers le monde (sauf en Allemagne et en France, où All By Myself est lancé à la place) et se classe dans le top 10 en Belgique, Nouvelle-Zélande, Royaume-Uni, Australie, Pays-Bas et en Irlande.
All by Myself  sera le troisième single et dernier extrait de l'album au Canada, États-Unis, France, Allemagne, Australie et Asie. Le single se classe au n.4 du Billboard Hot 100 et n.7 au Canada. La chanson est lancée comme quatrième extrait dans le reste du monde et obtient un succès commercial, se classant dans le top 20 en France, Royaume-Uni, Norvège.
Call the Man sera lancé en Europe comme dernier extrait. Le single se classe bien au Royaume-Uni et en Irlande, mais aura un succès limité dans le reste de l'Europe. Le single n'a jamais été commercialisé aux États-Unis car Sony a arrêté la promotion de l'album et se concentrait sur le prochain album anglophone de Céline.

## Ventes de l'album
Falling into You se classe parmi les albums les plus vendus au monde, avec des ventes estimées à 32 millions d'exemplaires, et permet à Céline Dion d'accéder au rang de star internationale.
Aux États-Unis, l'album débute en 2e position avec 192 000 copies, avant d'atteindre le sommet des palmarès la 31e semaine de sa sortie, devenant disque de diamant avec près de 12 millions d'exemplaires vendus. Falling into You est l'un des cinq albums qui reste dans le Top 10 du Billboard 200 durant une année complète, se plaçant 59 semaines consécutives dans le Top 10. Au Canada, le disque entre immédiatement en 1re position avec 75 000 exemplaires et devient également disque de diamant avec 1 150 000 exemplaires. Au Royaume-Uni, il débute en 1re position avec 67 500 exemplaires et devient certifié 7 fois disque de platine avec 2,3 millions de copies vendus. En France, il débute en 1re position avec 147 000 exemplaires (contre 385 000 pour l'album D'eux), et devient disque de diamant avec 1 million d'exemplaires vendus.
Le coffret de 3 CD Let's Talk About Love / Falling into You / A New Day Has Come a été publié en octobre 2007. Le 29 septembre 2009, il est réédité dans une boîte cadeau réutilisable, sous le nom The Collection.

## Liste des titres
| No  | Titre                          | Auteur                                              | Producteur(s)                            | Durée |
| --- | ------------------------------ | --------------------------------------------------- | ---------------------------------------- | ----- |
| 1.  | It's All Coming Back to Me Now | Jim Steinman                                        | Jim Steinman, Steven Rinkoff, Roy Bittan | 7:37  |
| 2.  | Because You Loved Me           | Diane Warren                                        | David Foster                             | 4:33  |
| 3.  | Falling into You               | Billy Steinberg, Rick Nowels, Marie-Claire D'Ubaldo | Steinberg, Nowels                        | 4:18  |
| 4.  | Make You Happy                 | Andy Marvel                                         | Ric Wake                                 | 4:31  |
| 5.  | Seduces Me                     | Dan Hill, John Sheard                               | Hill, Jones, Rick Hahn                   | 3:46  |
| 6.  | All by Myself                  | Eric Carmen, Sergueï Rachmaninov                    | Foster, John Fields                      | 5:12  |
| 7.  | Declaration of Love            | Michael Jay, Claude Gaudette                        | Wake                                     | 4:20  |
| 8.  | Dreamin' of You                | Aldo Nova, Peter Barbeau                            | Nova                                     | 5:07  |
| 9.  | I Love You                     | Nova                                                | Humberto Gatica, Jean-Jacques Goldman    | 5:30  |
| 10. | If That's What It Takes        | Phil Galdston, Goldman                              | Gatica, Goldman                          | 4:12  |
| 11. | I Don't Know                   | Galdston, Goldman, J. Kapler                        | Steinman, Rinkoff                        | 4:38  |
| 12. | River Deep, Mountain High      | Phil Spector, Jeff Barry, Ellie Greenwich           | Steinman                                 | 4:10  |
| 13. | Call the Man                   | Andy Hill, Peter Sinfield                           | Steinman, Rinkoff, Bova                  | 6:08  |
| 14. | Fly                            | Galdston, Goldman                                   | Gatica, Goldman                          | 2:58  |

| 15. | (You Make Me Feel Like) A Natural Woman | Jerry Wexler, Gerry Goffin, Carole King | Foster | 3:40 |
| 16. | To Love You More                        | Foster, Junior Miles                    | Foster | 5:28 |

| 8.  | (You Make Me Feel Like A) Natural Woman | Wexler, Goffin, King | Foster | 3:40 |
| 14. | Your Light                              | Nova                 | Nova   | 5:12 |

| 15. | Your Light | Nova | Nova | 5:12 |

| 15. | Your Light       | Nova                 | Nova   | 5:12 |
| 16. | To Love You More | Foster, Junior Miles | Foster | 5:28 |

| 15. | (You Make Me Feel Like A) Natural Woman | Wexler, Goffin, King               | Foster | 3:40 |
| 16. | Sola Otra Vez                           | Carmen, Rachmaninoff, Manny Benito |        | 5:12 |

| 1. | The Power of the Dream                                | Foster, Babyface, Linda Thompson                                  | 4:31 |
| 2. | Your Light                                            | Nova                                                              | 5:12 |
| 3. | It's All Coming Back to Me Now (Classic Paradise mix) | Steinman                                                          | 8:15 |
| 4. | The Power of Love                                     | Candy DeRouge, Gunther Mende, Mary Susan Applegate, Jennifer Rush | 4:45 |
| 5. | River Deep – Mountain High (live)                     | Spector, Barry, Greenwich                                         | 3:29 |

| 1. | Because You Loved Me       | Warren                     | 4:33 |
| 2. | I Don't Know               | Galdston, Goldman          | 4:38 |
| 3. | Pour que tu m'aimes encore | Goldman                    | 4:14 |
| 4. | Le ballet                  | Goldman                    | 4:25 |
| 5. | The Power of the Dream     | Foster, Babyface, Thompson | 4:31 |

| 1. | Everybody's Talkin' My Baby Down (live) | Arnie Roman, Desalvo            | 4:01 |
| 2. | Love Can Move Mountains (live)          | Warren                          | 4:53 |
| 3. | If You Asked Me To (live)               | Warren                          | 3:55 |
| 4. | Only One Road (live)                    | Peter Zizzo                     | 4:49 |
| 5. | Think Twice (live)                      | Hill, Sinfield                  | 4:47 |
| 6. | The Power of Love (live)                | DeRouge, Mende, Applegate, Rush | 5:43 |

## Distribution
| Pays         | Date             | Label                       | Format | Catalogue  |
| ------------ | ---------------- | --------------------------- | ------ | ---------- |
| Australie    | 8 mars 1996      | Sony Music, Epic, 550       | CD     | 4837922    |
| Europe       | 11 mars 1996     | Sony Music, Columbia        | CD     | 4837922    |
| États-Unis   | 12 mars 1996     | Epic, 550                   | CD     | 67541      |
| Canada       | 12 mars 1996     | Sony Music, Columbia        | CD     | 67541      |
| Japon        | 14 mars 1996     | Sony Music Japan, Epic, 550 | CD     | ESCA-6410  |
| Australie    | 20 janvier 1997  | Sony Music, Epic, 550       | 2CD    | 6629669    |
| Corée du Sud | 20 janvier 1997  | Sony Music, Columbia        | 2CD    | CP2K-1784  |
| Europe       | 12 novembre 2007 | Sony Music, Columbia        | 2CD    | B000WM8NIC |

## Classements
| Pays              | Meilleure position | Certification                | Vente      |
| ----------------- | ------------------ | ---------------------------- | ---------- |
| Allemagne         | 5                  | 5 x Or                       | 1 250 000  |
| Argentine         |                    | Platine                      | 83 000     |
| Australie         | 1                  | 13 x Platine                 | 910 000    |
| Autriche          | 1                  | 2 x Platine                  | 100 000    |
| Belgique Flandres | 2                  | 4 x Platine,                 | 200 000    |
| Belgique Wallonie | 1                  | 4 x Platine                  | 200 000    |
| Brésil            | 1                  | Or                           | 750 000    |
| Canada            | 1                  | Diamant                      | 1 200 000  |
| Danemark          | 9                  |                              |            |
| Espagne           | 4                  | 2 x Platine                  | 40 000     |
| États-Unis        | 1                  | 12x platine                  | 12 000 000 |
| Finlande          | 9                  | Platine                      | 51 952     |
| France            | 1                  | Diamant                      | 1 172 000  |
| Grèce             | 1                  | Platine[réf. nécessaire]     | 60 000     |
| Hongrie           | 13                 | Or                           | 10 000     |
| Irlande           | 2                  |                              |            |
| Italie            | 4                  | 3 x Platine[réf. nécessaire] | 300 000    |
| Japon             | 6                  |                              | 1 000 000  |
| Mexique           |                    | Or                           | 100 000    |
| Norvège           | 1                  | 3 x Platine                  | 150 000    |
| Nouvelle-Zélande  | 1                  | 12 x Platine                 | 180 000    |
| Pays-Bas          | 1                  | 6 x Platine                  | 600 000    |
| Pologne           |                    | Platine                      | 200 000    |
| Portugal          | 2                  |                              |            |
| Royaume-Uni       | 1                  | 7 x Platine                  | 2 270 000  |
| Suisse            | 1                  | 3 x Platine                  | 30 000     |
| Suède             | 1                  | 2 x Platine                  | 20 000     |
| Taïwan            |                    | 12x platine                  | 700 000    |
| Europe            | 1                  | 9 x Platine                  | 9 000 000  |

## Distinctions
Falling into You remporte entre autres trois Grammy Awards, dont un Grammy Award de l'album de l'année et un Best Pop Vocal Album. À Monaco le 17 avril 1997, Céline Dion est la plus récompensée des World Music Awards. Elle reçoit trois prix : Best-selling Canadian female singer, Best-selling artist (toutes catégories) et Best-selling Pop artist. Des ventes de 25 millions d’albums sont annoncées pour l'année 1996. C'est la deuxième année consécutive qu'elle vend plus de 20 millions d’albums au monde. Pendant la cérémonie, elle chante Call the Man accompagnée par un chœur gospel de 30 personnes.
| Année | Gala                                     | Récompense |
| ----- | ---------------------------------------- | --- |
| 1996  | BAMBI Awards                             | Top International Pop Star of the Year                                                                            |
| 1996  | VH1 Awards                               | Artist of the Year                                                                                                |
| 1997  | Grammy Awards                            | Grammy Award de l'album de l'année – Falling into You                                                             |
| 1997  | Grammy Awards                            | Best Pop Vocal Album – Falling into You                                                                           |
| 1997  | Grammy Awards                            | Best Song Written for a Motion Picture, Television or Other Visual Media (de Diane Warren) – Because You Loved Me |
| 1997  | World Music Awards                       | World's Best Selling Pop Artist of the Year                                                                       |
| 1997  | World Music Awards                       | World's Overall Best Selling Recording Artist of the Year                                                         |
| 1997  | World Music Awards                       | World’s Best Selling Canadian Recording Artist of the Year                                                        |
| 1997  | prix Juno                                | Artiste féminine de l'année                                                                                       |
| 1997  | prix Juno                                | Album le plus vendu – Falling into You                                                                            |
| 1997  | prix Juno                                | International Achievement Award                                                                                   |
| 1997  | prix Félix                               | Artiste féminine de l'année                                                                                       |
| 1997  | prix Félix                               | Artiste québécois s'étant le plus illustré hors Québec                                                            |
| 1997  | prix Félix                               | Artiste québécois s'étant le plus illustré dans une autre langue que le français                                  |
| 1997  | NARM Awards                              | 1996/1997 Best Seller Award for Artist of the Year                                                                |
| 1997  | NARM Awards                              | 1996/1997 Best Seller Award for Recording of the Year – Falling into You                                          |
| 1997  | NARM Awards                              | 1996/1997 Best Seller Award for Pop Recording – Falling into You                                                  |
| 1997  | IRMA Awards                              | Best International Female Artist Album – Falling into You                                                         |
| 1997  | Malta Music Awards                       | Best Selling Female International Artist                                                                          |
| 1997  | South African Music Awards               | Best Selling International Album – Falling into You                                                               |
| 1997  | International Achievement in Arts Awards | Entertainer of the Year for Distinguished Achievement in Music                                                    |
| 1997  | Greek Pop Corn Music Award               | Best International Album of the Year – Falling into You                                                           |
| 1997  | Greek Pop Corn Music Award               | Best International Female Singer of the Year                                                                      |
| 1997  | Coca-Cola Full Blast Music Awards        | Most Popular International Artist of 1996                                                                         |
| 1997  | FM Select Diamond Awards                 | Top Female International Artist                                                                                   |
| 1997  | AMIGO Awards                             | Best International Female Artist                                                                                  |
| 1997  | National TV2 Awards                      | Best International Female Artist                                                                                  |
| 1998  | BMI Pop Awards                           | Song of the Year – It's All Coming Back to Me Now                                                                 |